# Camera con vista (romanzo)
Camera con vista (titolo orig. A Room with a View) è un romanzo dello scrittore inglese Edward Morgan Forster, pubblicato nel 1908, che narra la storia di Lucy Honeychurch, una giovane donna nella cultura repressa dell'Inghilterra dell'Età edoardiana. Ambientata in Italia e in Inghilterra, è sia una storia d'amore che un'ironica critica della società inglese agli esordi del XX secolo.
Particolarmente noto è l'adattamento cinematografico omonimo del romanzo, prodotto dalla Merchant Ivory Productions, con protagonisti Helena Bonham Carter, Julian Sands e Daniel Day-Lewis.

## Trama
Prima parte - Italia
Lucy Honeychurch è una giovane inglese che viaggia in Italia con la sua più anziana cugina, Charlotte Bartlett. Durante il loro soggiorno a Firenze, le due donne alloggiano alla pensione Bertolini, che ospita altri cittadini inglesi. Al loro arrivo, Lucy e Charlotte sono deluse dalle vedute delle finestre delle loro camere, dal proprietario londinese e dall'arredamento in stile inglese.
Mentre si lamentano tra loro durante la cena, un altro ospite della pensione, il Signor Emerson, le interrompe offrendo la propria camera e quella di suo figlio (George), dato che le loro stanze si affacciano sull'Arno. Charlotte rifiuta con decisione, ritenendo che accettare le porrebbe in debito. Ma più tardi quella sera un altro ospite, un sacerdote di nome Beebe, che avevano già conosciuto in Inghilterra, convince Charlotte ad accettare l'offerta degli Emerson.
Sebbene sia sveglia e intelligente, Lucy è giovane e non molto curiosa. La sua intima passione esce allo scoperto in un pomeriggio di pioggia, quando suona il pianoforte nella stanza comune della pensione. Il Signor Beebe, che l'aveva già vista suonare in Inghilterra, è colpito dall'emozione che ella infonde nella sua esecuzione.  Il reverendo si ritiene meno rigido degli altri religiosi e mostra uno sdegno divertito verso le vecchie convenzioni rispettate da Charlotte e dalle signorine Alan (due sorelle anziane ospiti della pensione). Apprezza le differenze tra la passione intima di Lucy ed il suo atteggiamento esteriore e ritiene la ragazza "promettente".
Lucy continua ad incontrare gli eccentrici Emerson in giro per Firenze. Sebbene i loro modi siano inopportuni e siano ritenuti socialmente inaccettabili dagli altri pensionanti, sono simpatici a Lucy. Un pomeriggio, mentre la ragazza visita in solitudine la città, assiste ad un omicidio. Per caso George è vicino e la soccorre quando sviene. Mentre ritornano alla pensione seguendo il Lungarno, i due hanno una conversazione stranamente intima. Lucy è perplessa dai sentimenti che sta cominciando a nutrire verso George e decide di cominciare a evitarlo.
Comunque, entrambi finiscono con il partecipare ad una gita in carrozza che, insieme con un gruppo più ampio, li conduce ad un picnic sulle colline di Fiesole. Mentre il gruppo si sparpaglia per esplorare il paesaggio, Lucy si ritrova a camminare da sola con George. Egli la bacia, ma i due sono interrotti improvvisamente da Charlotte. Il giorno seguente, sotto l'occhio vigile della cugina, Lucy parte con lei per Roma.
A Roma, Lucy trascorre del tempo con Cecil Vyse, un uomo la cui famiglia è in rapporti di amicizia con gli Honeychurch. Cecil si propone a Lucy due volte ma lei lo respinge. 
Seconda parte - Inghilterra
Lucy torna nel Surrey, in Inghilterra, presso la propria famiglia a Windy Corner. Cecil si propone ancora e questa volta Lucy accetta.
Cecil è un londinese sofisticato e snob che disprezza i modi dei gentiluomini di campagna. Tuttavia è un buon partito in termini di rango sociale e di reddito e Lucy cerca di smussare le differenze tra Cecil e la società di Windy Corner.
Come promesso a Charlotte, Lucy non riferisce alla famiglia la sua avventura con George a Firenze. Il Signor Beebe, ora vicario del villaggio, annuncia l'arrivo di nuovi inquilini che hanno affittato un vicino cottage. Si scopre trattarsi degli Emerson. Il fratello di Lucy, Freddy, fa amicizia con George e lo invita a giocare a tennis una domenica a Windy Corner.
Sebbene Lucy sia imbarazzata al pensiero di incontrare insieme George e Cecil, riesce a comportarsi con cortesia. Cecil, che snobba lo sport, rifiuta di giocare a tennis e si diverte invece a disturbare il gioco altrui leggendo a voce alta brani di un romanzo scritto maldestramente, "Sotto la Loggia". Lucy si rende conto che l'autrice è la Signorina Lavish, una scrittrice che ha conosciuto alla pensione Bertolini. Senza saperlo, Cecil legge ai presenti il passaggio nel quale viene raccontato il bacio fra Lucy e George. Poco dopo, George avvicina Lucy da sola nel giardino e la bacia nuovamente. 
Furiosa con Charlotte per aver tradito il suo segreto con la Signorina Lavish, Lucy dice a George di andarsene e di non tornare mai più. George ribatte che Cecil la vede solo come un oggetto da mettere in mostra e che non l'amerà mai abbastanza da desiderare la sua indipendenza, mentre George la ama per quella che è realmente. Lucy è colpita ma resta sulla sua decisione e allontana George. Quella sera Cecil rifiuta ancora sgarbatamente di giocare a tennis, così Lucy perde qualsiasi illusione rendendosi conto delle diversità che li separano e rompe il fidanzamento con lui.
A seguito di questi eventi tumultuosi, Lucy decide di partire per la Grecia con le signorine Alan. Ma poco dopo, incontra per caso il Signor Emerson nello studio del Signor Beebe.  Il Signor Emerson non sa che Lucy ha rotto con Cecil e Lucy non ce la fa a mentirgli. Egli la fa riflettere profondamente sui suoi sentimenti per il figlio George così che Lucy ammette di esserne innamorata. Successivamente Lucy scopre che Charlotte non è la donna poco sensibile che ha sempre creduto, ma che è sempre stata dalla parte sua e di George.
Il romanzo si chiude a Firenze, dove George e Lucy trascorrono la loro luna di miele. Non avendo ricevuto il consenso della madre, Lucy è fuggita con George. Sebbene la situazione con la sua famiglia sia tesa, Lucy riceve una lettera di Freddy che le augura una vita d'amore per lei e George.

## Temi principali
Tra i temi principali del romanzo ci sono la sessualità repressa, la libertà dalle religioni istituzionali, la crescita all'età adulta e il vero amore. Il romanzo è scritto nella terza persona onnisciente, anche se alcuni passaggi sono visti "attraverso gli occhi" di un particolare personaggio.
Camera con vista è il libro più romantico e ottimista di Forster ed è tipico delle sue opere. Sono presenti molte delle tecniche che lo hanno reso celebre, tra cui i contrasti tra due tipi di personaggi: quelli le cui idee e la cui personalità cambiano e si sviluppano durante la trama e quelli che rimangono costanti, offrendo spesso anche spunti di humour.
Pubblicato nel 1908, il romanzo tocca molte questioni relative alla società e alla politica della cultura Edwardiana dell'inizio del ventesimo secolo. Si osservano forti differenze tra il pensiero conservatore e radicale, così come la differenziazione tra i personaggi etichettati dallo stesso Forster come "medioevali" (Mr. Beebe, Miss Bartlett, Cecil Vyse) e "rinascimentali" (Lucy, gli Emerson).
Lucy personifica la nuova generazione che stava emergendo durante quell'epoca, nella quale il suffragio femminile avrebbe guadagnato forte terreno. Forster, manifestando le sue speranze per una nuova società, termina il libro con Lucy che ha scelto la propria strada, una vita libera con l'uomo che ama piuttosto che il matrimonio con un uomo considerato "più adatto". Il romanzo potrebbe essere addirittura considerato un romanzo di formazione, dato che segue lo sviluppo della protagonista.
Il gioco di opposti pervade tutto il romanzo e spesso sono menzionate "camere" e "viste". I personaggi ed i luoghi associati alle "camere" sono di solito conservatori e poco creativi; la madre di Lucy è spesso descritta in una stanza, così come Cecil. Personaggi come Freddie e gli Emerson sono invece spesso descritti all'esterno, a rappresentare la loro mentalità aperta e moderna.
Forster crea inoltre un contrasto simbolico tra l'Italia e l'Inghilterra. Forster idealizza l'Italia come un luogo di libertà e di espressione sessuale, terra promessa di una passione naturale che aveva ispirato molti inglesi desiderosi di sfuggire alle costrizioni della loro società. Mentre Lucy è in Italia, la sua visione della vita cambia enormemente, e scene come quella dell'omicidio nella piazza le aprono gli occhi su un mondo al di fuori della sua vita protetta a Windy Corner.
L'autore esprime qui in embrione un tema che poi esporrà compiutamente in Casa Howard, ovvero quello della connessione agli altri e con se stessi. Forster qui fa esprimere questo concetto a Mr Beebe:
Ovvero quando smetteremo di costruire barriere intorno a noi stessi, solo allora realmente potremo percepire cosa e chi ci circonda ed iniziare a vivere interamente la nostra vita.

## Riferimenti in altre opere
- Il titolo del romanzo di Forster è stato ripreso da Noël Coward per una canzone della sua rivista teatrale del 1928, This Year of Grace.
- Verso la fine, Cecil cita alcune strofe non identificate ("Come down, O maid, from yonder mountain height", etc.), in realtà tratte da The Princess, di Alfred Tennyson.
- Mentre visita gli Emerson, Mr. Beebe critica la raccolta letteraria "non convenzionale" di George e dichiara a Freddy Honeychurch di non aver mai sentito nominare A Shropshire Lad, di Alfred Edward Housman.

## Trasposizione cinematografica
- James Ivory ha diretto il film Camera con vista, del 1985.

## Edizioni italiane
- La finestra sull'Arno, traduzione di Arjo (Jole Pinna Pintor), Torino, S.A.I.E., 1954.
- Camera con vista, traduzione di Giuliana Aldi Pompili, Collana BUR nn.1352-1354, Milano, Rizzoli, 1958.
- Camera con vista, traduzione di Marcella Bonsanti, con un saggio di Oliver Stallybrass, Collana I grandi libri, Milano, Garzanti, 1979.
- Camera con vista, traduzione di Marisa Caramella, Collana Omnibus, Milano, Mondadori, 1986. - Introduzione di Alex R. Falzon, Collana Oscar Narrativa n.1152, Mondadori, 1991; Collana Oscar Classici n.151, Mondadori, 1997.
- Camera con vista, traduzione di Pietro Meneghelli, Biblioteca Economica, Roma, Newton Compton, 1994, ISBN 978-88-798-3584-8.